# Louis-Frédéric Perrelet
Louis-Frédéric Perrelet, född 1781, död 1852, var en fransk urmakare. Han var sonson till Abraham-Louis Perrelet.
Perrelet lärdes upp av sin farfar och grundade en verkstad i Paris. Han uppfann marina ur med mätinstrument och en kronograf med precision på bråkdelen av en sekund. Perrelet tilldelades Lalandepriset 1830 tillsammans med två andra.